# Erlangenski rukopis
Erlangenski rukopis je zbirka srpske usmene književnosti u којој je sačuvano 217 dragocenih narodnih pesama. Zbornik je pronađen među rukopisima Univerzitetske biblioteke u Erlangenu u Nemačkoj 1913. godine.
Prva osoba koja se bavila karakteristikama i sadržajem ovog zbornika bio je nemački slavista Gerhard Gezeman koji je napisao i predgovor prvom štampanom izdanju 1925. Napisan je u prvim decenijama 18. veka. Gezeman je utvrdio da rukopis potiče iz oblasti Vojne krajine, ali se, u omeđavanju geografskog prostora koji otkriva zbornik samom analizom jezika pesama ne može isključiti ni šira okolina. Sakupljač i pisar rukopisa su po Gezemanu jedna ista osoba, nemačke nacionalnosti, ali ime i život autora do danas ostaje nepoznat. Jedna od osnovnih odlika rukopisa je njegova heterogenost i po žanrovskoj strukturi, i po nacionalnom osećanju i po umetničkoj vrednosti. Najveći broj zauzamaju epske pesme u kojima se između ostalih pojavljuju Marko Kraljević, Brankovići, volvoda Janko, Jakšići i veliki broj hajduka i uskoka.

## Pronalazak rukopisa
Ovaj zbornik srpske narodne poezije pronašao je u fioci Univerzitetske biblioteke u Erlangenu  poznati nemački slavista Stajnmajer. Rukopis je biblioteci poklonio nepoznati autor i pogrešno je zaveden kao rukopis pisan glagoljicom. Prva vest o rukopisu bio je govor Eriha Bernekera, profesora slovenske filologije u Minhenu, sačuvan u izveštaju Bavarske akademije nauka 7. februara 1914. Ali budući da sam Berneker nije imao vremena da se pozabavi sadržajem rukopisa, on je taj posao prepustio Gerhardu Gezemanu. Gezeman je već 1920. godine filozofskom fakultetu u Minhenu predao opsežnu studiju o Erlangenskom rukopisu na nemačkom jeziku, dok je već sledeće godine, maja 1921. podneo Srpskoj akademiji nauka u Beogradu prerađenu studiju o rukopisu, zajedno sa redakcijom pesama celokupne zbirke. Tako je 1925. u Sremskim Karlovcima rukopis prvi put objavljen pod nazivom „Erlangenski rukopis starih srpskohrvatskih pesama“ zajedno sa Gazemanovom studijom kao predgovorom zbirke.

## Spoljašnje karakteristike rukopisa
Sam rukopis obuhvata 217 kraćih i dužih pesama heterogene po žanrovskoj strukturi, ukupno oko 11 000 stihova. Najčešći stih je deseterac. Rukopis je pisan takozvanom diplomatskom (brzopisnom) ćirilicom i gotovo na početku svake pesme nalaze se inicijali crvene boje, bogato ukrašeni, baroknog stila koji odgovaraju grafičkim ornamentima nemačko-austrijskih kaligrafa baroka krajem 17. veka. Pesme ne poseduju naslove već su obeležene brojevima. Hartija je jaka i jednaka i broji 533 ispisanih strana, kojima treba dodati par strana koje su ostale neispisane. Gezeman ističe da su se ove pesme morale izvoditi jer sadrže završne formule, odnosno apostofiraju se slušaoci. Najverovatnije, Erlangenski rukopis bio je narudžbina plemića ili vojne starešine mada se ne isključuje ni mogućnost da je on bio naručen kao poklon, ali ko je bio naručivalac kao i pisar samog rukopisa ostaje do danas nepoznato.
Za razliku od Vukovih zbirki narodne književnosti, Erlangenski rukopis ne možemo shvatiti kao antologiju narodnih pesama. Naime u njoj ne postoje ni estetske ni žanrovske ni jezičke zajedničke osobine koje bi ih vezale. Čak ne postoji ni zajedničko nacionalno osećanje već se u njoj nalaze i srpske i hrvatske i muslimanske pesme. Erlangenski rukopis predstavlja opšti presek pevanja na Vojnoj Granici koji je izložen u rukopisu bez reda.

## Spisak pesama u Erlangenskom rukopisu
Spisak pesama:
- 1.) Tuga za dragom
- 217.) Lepa Mara i njen ružičnjak

## Spoljašnje veze
- Оригинално издање, 1925. Сремски Карловци
- Kompletna knjiga "Erlagenski rukopis" na savremenom srpskom jeziku